# Persone di cognome Davis
| Questa pagina contiene informazioni ricavate automaticamente dalle voci biografiche con l'ausilio del template Bio e di un bot. L'aggiornamento è periodico e automatico e ricostruisce completamente la pagina. Se manca una persona in questa lista, sei pregato di non aggiungerla, ma accertati piuttosto che la sua voce biografica contenga il template Bio e che i dati anagrafici siano correttamente compilati. Se il template Bio manca, inseriscilo tu stesso o, in alternativa, metti l'avviso {{tmp\|Bio}} che ne segnala la mancanza. Se i dati riportati sono sbagliati, correggi direttamente la voce biografica; le modifiche saranno visibili in questa lista entro pochi giorni. Per chiarimenti vedi il progetto antroponimi. La lista contiene solo le 362 persone che sono citate nell'enciclopedia e per le quali è stato implementato correttamente il template Bio. Pagina aggiornata al 23 lug 2025. |

Questa è una lista di persone presenti nell'enciclopedia che hanno il cognome Davis, suddivise per attività principale.

## Allenatori di calcio(4)
- Steve Davis, allenatore di calcio e ex calciatore inglese (Birmingham, n. 1965)
- Alfred Davis, allenatore di calcio inglese (Marlow, n. 1866 - Marlow, † 1924)
- Kelvin Davis, allenatore di calcio e ex calciatore inglese (Bedford, n. 1976)
- Steven Davis, allenatore di calcio e ex calciatore nordirlandese (Ballymena, n. 1985)

## Allenatori di football americano(1)
- Al Davis, allenatore di football americano statunitense (Brockton, n. 1929 - Oakland, † 2011)

## Allenatori di pallacanestro(2)
- Tom Davis, allenatore di pallacanestro statunitense (Ridgeway, n. 1938)
- Keno Davis, allenatore di pallacanestro statunitense (Easton, n. 1972)

## Altisti(1)
- Walt Davis, altista e cestista statunitense (Beaumont, n. 1931 - Port Arthur, † 2020)

## Artisti marziali misti(2)
- Alexis Davis, artista marziale misto canadese (Port Colborne, n. 1984)
- Phil Davis, artista marziale misto statunitense (Harrisburg, n. 1984)

## Assassini(2)
- Richard Allen Davis, assassino statunitense (San Francisco, n. 1954)
- Troy Davis, assassino statunitense (Savannah, n. 1968 - Contea di Butts, † 2011)

## Astronaute(1)
- Nancy Jan Davis, ex astronauta e ingegnere statunitense (Cocoa Beach, n. 1953)

## Astronomi(1)
- Richard G. Davis, astronomo statunitense

## Atleti paralimpici(1)
- Ross Davis, ex atleta paralimpico statunitense

## Attiviste(1)
- Angela Davis, attivista statunitense (Birmingham, n. 1944)

## Attori(23)
- Blake Davis, attore australiano (Sydney, n. 1990)
- Brad Davis, attore e attivista statunitense (Tallahassee, n. 1949 - Los Angeles, † 1991)
- Brionne Davis, attore statunitense (Dallas, n. 1976)
- Charles Michael Davis, attore e modello statunitense (Dayton, n. 1984)
- Clifton Davis, attore statunitense (Chicago, n. 1945)
- Daniel Davis, attore statunitense (Gurdon, n. 1945)
- Don S. Davis, attore statunitense (Aurora, n. 1942 - Gibsons, † 2008)
- Edwards Davis, attore statunitense (Santa Clara, n. 1867 - Hollywood, † 1936)
- George Davis, attore olandese (Amsterdam, n. 1889 - Woodland Hills, † 1965)
- Jack Davis, attore statunitense (Los Angeles, n. 1914 - Santa Monica, † 1992)
- Stringer Davis, attore britannico (Birkenhead, n. 1899 - Chalfont St Giles, † 1973)
- Jason Davis, attore e doppiatore statunitense (Salt Lake City, n. 1984 - Los Angeles, † 2020)
- Johnnie Davis, attore e trombettista statunitense (Brazil, n. 1910 - Pecos, † 1983)
- Khris Davis, attore statunitense (n. 1985)
- Marchánt Davis, attore statunitense (Filadelfia, n. 1992)
- Jim Davis, attore statunitense (Edgerton, n. 1909 - Los Angeles, † 1981)
- Matthew Davis, attore statunitense (Salt Lake City, n. 1978)
- Ossie Davis, attore, regista e sceneggiatore statunitense (Codgell, n. 1917 - Miami, † 2005)
- Warwick Davis, attore, conduttore televisivo e comico britannico (Epsom, n. 1970)
- William B. Davis, attore canadese (Toronto, n. 1938)
- William Stanford Davis, attore statunitense (Saint Louis, n. 1951)
- Litefoot, attore e rapper statunitense (Upland, n. 1968)
- Benjamin Walker, attore statunitense (Cartersville, n. 1982)

## Attori pornografici(1)
- Mark Davis, ex attore pornografico britannico (Londra, n. 1965)

## Attrici(26)
- Altovise Davis, attrice statunitense (Charlotte, n. 1943 - Los Angeles, † 2009)
- Ann B. Davis, attrice statunitense (Schenectady, n. 1926 - San Antonio, † 2014)
- Aree Davis, attrice statunitense (Park Forest, n. 1991)
- Dana Davis, attrice e doppiatrice statunitense (Davenport, n. 1978)
- Dee Dee Davis, attrice e doppiatrice statunitense (Culver City, n. 1996)
- Elizabeth A. Davis, attrice e cantante statunitense (Dumas, n. 1980)
- Essie Davis, attrice e produttrice cinematografica australiana (Hobart, n. 1970)
- Gail Davis, attrice statunitense (Little Rock, n. 1925 - Los Angeles, † 1997)
- Heather Ann Davis, attrice e modella statunitense (Claremont, n. 1984)
- Hope Davis, attrice statunitense (Englewood, n. 1964)
- Joan Davis, attrice statunitense (Saint Paul, n. 1907 - Palm Springs, † 1961)
- Josie Davis, attrice statunitense (Los Angeles, n. 1973)
- Judy Davis, attrice australiana (Perth, n. 1955)
- Julia Davis, attrice e sceneggiatrice britannica (Lambeth, n. 1966)
- Julienne Davis, attrice, cantante e modella statunitense (Los Angeles, n. 1973)
- Kristin Davis, attrice statunitense (Boulder, n. 1965)
- Lisa Davis, attrice britannica (Londra, n. 1936)
- Lucy Davis, attrice britannica (Solihull, n. 1973)
- Mackenzie Davis, attrice canadese (Vancouver, n. 1987)
- Mildred Davis, attrice statunitense (Filadelfia, n. 1901 - Santa Monica, † 1969)
- Patti Davis, attrice e scrittrice statunitense (Los Angeles, n. 1952)
- Bette Davis, attrice statunitense (Lowell, n. 1908 - Neuilly-sur-Seine, † 1989)
- Viola Davis, attrice e produttrice televisiva statunitense (St. Matthews, n. 1965)
- Geena Davis, attrice, attivista e ex modella statunitense (Wareham, n. 1956)
- Virginia Davis, attrice statunitense (Kansas City, n. 1918 - Corona, † 2009)
- Wendy Davis, attrice statunitense (Joppatowne, n. 1966)

## Attrici pornografiche(1)
- Mia Isabella, attrice pornografica statunitense (Chicago, n. 1985)

## Avvocati(1)
- Theodore Davis, avvocato e egittologo statunitense (New York, n. 1837 - Miami, † 1915)

## Batteristi(1)
- Dennis Davis, batterista statunitense (New York, n. 1951 - † 2016)

## Biochimici(1)
- Ronald W. Davis, biochimico e genetista statunitense (Charleston, n. 1941)

## Bobbiste(1)
- Jessica Davis, bobbista e velocista statunitense (n. 1992)

## Calciatori(18)
- Davis, calciatore britannico
- Bradley Davis, ex calciatore statunitense (Saint Charles, n. 1981)
- Claude Davis, ex calciatore giamaicano (Kingston, n. 1979)
- David Davis, calciatore inglese (Smethwick, n. 1991)
- Eric Davis, calciatore inglese (Plymouth, n. 1932 - † 2007)
- Gerard Davis, ex calciatore neozelandese (n. 1977)
- Irving Davis, calciatore statunitense (Stourport, n. 1896 - Roslyn, † 1958)
- Jake Davis, calciatore statunitense (Rochester, n. 2002)
- Joe Davis, calciatore scozzese (Glasgow, n. 1941 - Fenwick, † 2016)
- Keinan Davis, calciatore inglese (Stevenage, n. 1998)
- Leif Davis, calciatore inglese (Newcastle upon Tyne, n. 1999)
- Miguel Davis, ex calciatore costaricano (n. 1966)
- Paul Vincent Davis, ex calciatore inglese (Londra, n. 1961)
- Phil Davis, calciatore inglese (Sheffield, n. 1944 - † 1997)
- Rick Davis, ex calciatore statunitense (Denver, n. 1958)
- Dickie Davis, calciatore inglese (Birmingham, n. 1922 - Bishop's Stortford, † 1999)
- Sean Davis, ex calciatore inglese (Londra, n. 1979)
- Sean Davis, calciatore statunitense (Long Branch, n. 1993)

## Canoiste(1)
- Hannah Davis, canoista australiana (Adelaide, n. 1985)

## Cantanti(7)
- Betty Davis, cantante statunitense (Durham, n. 1944 - Homestead, † 2022)
- Jamelia, cantante, attrice e personaggio televisivo britannico (Smethwick, n. 1981)
- Jonathan Davis, cantante e produttore discografico statunitense (Bakersfield, n. 1971)
- Linda Davis, cantante statunitense (Dodson, n. 1962)
- Moll Davis, cantante e attrice teatrale britannica († 1708)
- Masego, cantante e produttore discografico statunitense (Kingston, n. 1993)
- Skeeter Davis, cantante statunitense (Glencoe, n. 1931 - Nashville, † 2004)

## Cantautori(2)
- Jimmie Davis, cantautore, musicista e politico statunitense (Quitman, n. 1899 - Baton Rouge, † 2000)
- Paul Davis, cantautore, pianista e tastierista statunitense (Meridian, n. 1948 - Meridian, † 2008)

## Cantautrici(1)
- Cassie Davis, cantautrice australiana (Gnangara, n. 1987)

## Cestiste(5)
- Clarissa Davis, ex cestista e allenatrice di pallacanestro statunitense (San Antonio, n. 1967)
- Jori Davis, cestista statunitense (Rochester, n. 1989)
- Kaela Davis, cestista statunitense (Indianapolis, n. 1995)
- Latina Davis, ex cestista statunitense (Winchester, n. 1974)
- Rennia Davis, cestista statunitense (Jacksonville, n. 1999)

## Ciclisti su strada(1)
- Scott Davis, ex ciclista su strada e pistard australiano (Bundaberg, n. 1979)

## Compositori(3)
- Carl Davis, compositore e direttore d'orchestra statunitense (New York, n. 1936 - Oxford, † 2023)
- Don Davis, compositore e musicista statunitense (Anaheim, n. 1957)
- Reverendo Gary Davis, compositore, cantante e chitarrista statunitense (Carolina del Sud, n. 1896 - Hammonton, † 1972)

## Compositori di scacchi(1)
- Henry Hosey Davis, compositore di scacchi britannico (Bristol, n. 1855 - Bristol, † 1954)

## Compositrici(1)
- Katherine K. Davis, compositrice, paroliera e insegnante statunitense (Saint Joseph, n. 1892 - Littleton, † 1980)

## Contrabbassisti(3)
- Art Davis, contrabbassista statunitense (Harrisburg, n. 1934 - † 2007)
- Richard Davis, contrabbassista statunitense (Chicago, n. 1930 - Madison, † 2023)
- Steve Davis, contrabbassista statunitense (Filadelfia, n. 1929 - † 1987)

## Danzatori(1)
- Sammy Davis Sr., ballerino e attore statunitense (Wilmington, n. 1900 - Beverly Hills, † 1988)

## Danzatrici su ghiaccio(1)
- Meryl Davis, ex danzatrice su ghiaccio statunitense (Royal Oak, n. 1987)

## Diplomatici(1)
- John Francis Davis, diplomatico e sinologo britannico (Londra, n. 1795 - Henbury, † 1890)

## Direttori d'orchestra(2)
- Andrew Davis, direttore d'orchestra britannico (Ashridge, n. 1944 - Chicago, † 2024)
- Colin Davis, direttore d'orchestra britannico (Weybridge, n. 1927 - Londra, † 2013)

## Direttori della fotografia(1)
- Ben Davis, direttore della fotografia britannico (Londra, n. 1961)

## Dirigenti d'azienda(1)
- Mark Davis, dirigente d'azienda statunitense (Brooklyn, n. 1955)

## Dirigenti sportivi(1)
- Allan Davis, dirigente sportivo e ex ciclista su strada australiano (Ipswich, n. 1980)

## Disc jockey(1)
- DJ Toomp, disc jockey e produttore discografico statunitense (Atlanta, n. 1969)

## Disegnatori(1)
- Marc Davis, disegnatore statunitense (Bakersfield, n. 1913 - Glendale, † 2000)

## Drammaturghi(1)
- Owen Davis, drammaturgo e sceneggiatore statunitense (Portland, n. 1874 - New York, † 1956)

## Entomologi(1)
- Donald R. Davis, entomologo statunitense (Oklahoma City, n. 1934 - Oklahoma City, † 2024)

## Esploratori(1)
- John Davis, esploratore inglese (Sandridge, Stoke Gabriel, n. 1550 - Stretto di Malacca, † 1605)

## Fotoreporter(1)
- Neil Davis, fotoreporter australiano (Hobart, n. 1934 - Bangkok, † 1985)

## Fumettisti(3)
- Alan Davis, fumettista britannico (Corby, n. 1956)
- Jim Davis, fumettista statunitense (Marion, n. 1945)
- Phil Davis, fumettista statunitense (Saint Louis, n. 1906 - † 1964)

## Generali(1)
- Jefferson Columbus Davis, generale statunitense (Contea di Clark, n. 1828 - Chicago, † 1879)

## Geografi(1)
- William Morris Davis, geografo e geologo statunitense (Filadelfia, n. 1850 - Pasadena, † 1934)

## Ginnaste(1)
- Muriel Davis, ginnasta statunitense (Speedway, n. 1940 - Milford, † 2021)

## Giocatori di baseball(5)
- Chris Davis, ex giocatore di baseball statunitense (Longview, n. 1986)
- George Davis, giocatore di baseball e allenatore di baseball statunitense (Cohoes, n. 1870 - Filadelfia, † 1940)
- Ike Davis, ex giocatore di baseball statunitense (Edina, n. 1987)
- Khris Davis, giocatore di baseball statunitense (Lakewood, n. 1987)
- Wade Davis, ex giocatore di baseball statunitense (Lake Wales, n. 1985)

## Giocatori di football americano(49)
- Anthony Davis, ex giocatore di football americano statunitense (Piscataway, n. 1989)
- Antone Davis, ex giocatore di football americano statunitense (Fort Valley, n. 1967)
- Ashtyn Davis, giocatore di football americano statunitense (n. 1996)
- Austin Davis, ex giocatore di football americano e allenatore di football americano statunitense (Ringgold, n. 1989)
- CJ Davis, giocatore di football americano statunitense (Hagerstown)
- Carl Davis, giocatore di football americano statunitense (Detroit, n. 1992)
- Carlos Davis, giocatore di football americano statunitense (Blue Springs, n. 1996)
- Charlie Davis, ex giocatore di football americano statunitense (Wortham, n. 1951)
- Chris Davis, ex giocatore di football americano statunitense (Tampa, n. 1979)
- Corey Davis, ex giocatore di football americano statunitense (Chicago, n. 1995)
- Demario Davis, giocatore di football americano statunitense (Brandon, n. 1989)
- Derius Davis, giocatore di football americano statunitense (St. Francisville, n. 2000)
- Dexter Davis, giocatore di football americano statunitense (Greensboro, n. 1986)
- Drew Davis, giocatore di football americano statunitense (Denver, n. 1989)
- Eric Davis, ex giocatore di football americano statunitense (Anniston, n. 1968)
- Ernie Davis, giocatore di football americano statunitense (New Salem, n. 1939 - Cleveland, † 1963)
- Fred Davis, ex giocatore di football americano statunitense (Toledo, n. 1986)
- Gabe Davis, giocatore di football americano statunitense (Sanford, n. 1999)
- Geremy Davis, giocatore di football americano statunitense (Lawrenceville, n. 1992)
- Glenn Davis, giocatore di football americano statunitense (Claremont, n. 1924 - La Quinta, † 2005)
- Isaiah Davis, giocatore di football americano statunitense (Joplin, n. 2002)
- Jamin Davis, giocatore di football americano statunitense (Honolulu, n. 1998)
- Jarrad Davis, giocatore di football americano statunitense (Kingsland, n. 1994)
- Jason Davis, ex giocatore di football americano statunitense (St. Louis, n. 1983)
- Jordan Davis, giocatore di football americano statunitense (Charlotte, n. 2000)
- Kalia Davis, giocatore di football americano statunitense (Pensacola, n. 1998)
- Keith Davis, giocatore di football americano statunitense (Dallas, n. 1978)
- Kellen Davis, giocatore di football americano statunitense (Adrian, n. 1985)
- Knile Davis, giocatore di football americano statunitense (Missouri City, n. 1991)
- Leonard Davis, giocatore di football americano statunitense (Wortham, n. 1978)
- Mike Davis, ex giocatore di football americano statunitense (Atlanta, n. 1993)
- Nate Davis, giocatore di football americano statunitense (Ashburn, n. 1996)
- Raekwon Davis, giocatore di football americano statunitense (Meridian, n. 1997)
- Ray Davis, giocatore di football americano statunitense (San Francisco, n. 1999)
- Corbett Davis, giocatore di football americano statunitense (Lowell, n. 1914 - Houlton, † 1968)
- Sam Davis, giocatore di football americano statunitense (Ocilla, n. 1944 - McKeesport, † 2019)
- Scott Davis, ex giocatore di football americano statunitense (Joliet, n. 1966)
- Shawn Davis, giocatore di football americano liberiano (Miami, n. 1999)
- Steve Davis, ex giocatore di football americano statunitense (Lexington, n. 1948)
- Terrell Davis, ex giocatore di football americano statunitense (San Diego, n. 1972)
- Thomas Davis, giocatore di football americano statunitense (Shellman, n. 1983)
- Trevor Davis, giocatore di football americano statunitense (San Francisco, n. 1993)
- Tyler Davis, giocatore di football americano statunitense (Apopka, n. 2000)
- Vernon Davis, giocatore di football americano statunitense (Washington, n. 1984)
- Vontae Davis, giocatore di football americano statunitense (Washington, n. 1988 - Southwest Ranches, † 2024)
- Wendell Davis, ex giocatore di football americano statunitense (Shreveport, n. 1966)
- Will Davis, ex giocatore di football americano statunitense (Spokane, n. 1990)
- Willie Davis, giocatore di football americano statunitense (Lisbon, n. 1934 - Santa Monica, † 2020)
- Wyatt Davis, giocatore di football americano statunitense (Rancho Palos Verdes, n. 1999)

## Giocatori di snooker(4)
- Joe Davis, giocatore di snooker inglese (Whitwell, n. 1901 - Hampshire, † 1978)
- Fred Davis, giocatore di snooker inglese (Chesterfield, n. 1913 - Denbighshire, † 1998)
- Mark Davis, giocatore di snooker inglese (St Leonards-on-Sea, n. 1972)
- Steve Davis, giocatore di snooker inglese (Plumstead, n. 1957)

## Giornalisti(2)
- Frank Marshall Davis, giornalista, poeta e attivista statunitense (Arkansas City, n. 1905 - Honolulu, † 1987)
- Richard Harding Davis, giornalista e scrittore statunitense (Filadelfia, n. 1864 - Mount Kisco, † 1916)

## Golfisti(1)
- Edgar Davis, golfista statunitense (Alton, n. 1873 - Phoenix, † 1927)

## Imprenditori(2)
- James Davis, imprenditore statunitense (Boston, n. 1943)
- Thomas Aspinwall Davis, imprenditore e politico statunitense (Brookline, n. 1798 - † 1845)

## Incisori(1)
- Edward Davis, incisore e mercante d'arte gallese (n. 1640 - † 1684)

## Informatici(1)
- Terry A. Davis, programmatore statunitense (West Allis, n. 1969 - The Dalles, † 2018)

## Lottatori(1)
- Barry Davis, ex lottatore statunitense (Bloomfield, n. 1961)

## Lunghiste(1)
- Tara Davis-Woodhall, lunghista statunitense (n. 1999)

## Matematici(2)
- Martin Davis, matematico statunitense (New York, n. 1928 - Berkeley, † 2023)
- Philip J. Davis, matematico statunitense (Lawrence, n. 1923 - † 2018)

## Medici(1)
- Thomas Davis, medico e politico cookese (Rarotonga, n. 1917 - Rarotonga, † 2007)

## Modelle(1)
- Kai Davis, modella antiguo-barbudana (n. 1980)

## Musiciste(1)
- Martha Davis, musicista e cantautrice statunitense (Berkeley, n. 1951)

## Musicisti(1)
- Spencer Davis, musicista e polistrumentista britannico (Swansea, n. 1939 - Los Angeles, † 2020)

## Navigatori(2)
- John King Davis, navigatore e esploratore britannico (Kew, n. 1884 - Toorak, † 1967)
- John Davis, navigatore e esploratore britannico (n. 1784)

## Nuotatori(2)
- Josh Davis, ex nuotatore statunitense (San Antonio, n. 1972)
- Victor Davis, nuotatore canadese (Guelph, n. 1964 - Sainte-Anne-de-Bellevue, † 1989)

## Orientalisti(1)
- Thomas William Rhys Davids, orientalista inglese (Colchester, n. 1843 - Chipstead, † 1922)

## Ostacolisti(3)
- Glenn Davis, ostacolista e velocista statunitense (Wellsburg, n. 1934 - Barberton, † 2009)
- Calvin Davis, ostacolista e velocista statunitense (Eutaw, n. 1972 - † 2023)
- Jack Davis, ostacolista statunitense (n. 1930 - † 2012)

## Pallavoliste(1)
- Nicole Davis, ex pallavolista statunitense (Stockton, n. 1982)

## Pallavolisti(1)
- Dylan Davis, pallavolista statunitense (Newport Beach, n. 1991)

## Pattinatori di velocità su ghiaccio(1)
- Shani Davis, pattinatore di velocità su ghiaccio e pattinatore di short track statunitense (Chicago, n. 1982)

## Percussionisti(1)
- Tim Davis, percussionista e cantautore statunitense (Milwaukee, n. 1943 - † 1988)

## Piloti automobilistici(2)
- Colin Davis, pilota automobilistico britannico (Londra, n. 1932 - Città del Capo, † 2012)
- Sammy Davis, pilota automobilistico britannico (Londra, n. 1887 - Guildford, † 1981)

## Pirati(1)
- Edward Davis, pirata inglese (Inghilterra - Inghilterra, † 1688)

## Pistard(1)
- Will Davis, pistard francese (Bristol, n. 1877 - Parigi, † 1932)

## Pittori(3)
- Gene Davis, pittore statunitense (Washington, n. 1920 - Washington, † 1985)
- Stuart Davis, pittore statunitense (Filadelfia, n. 1892 - New York, † 1964)
- William Davis, pittore irlandese (Dublino, n. 1812 - † 1873)

## Politiche(2)
- Jo Ann Davis, politica statunitense (Contea di Rowan, n. 1950 - Gloucester, † 2007)
- Marianna Davis, politica, ex paraciclista e ex sciatrice alpina statunitense (Sun Valley, n. 1972)

## Politici(14)
- Artur Davis, politico e avvocato statunitense (Montgomery, n. 1967)
- Cushman Kellogg Davis, politico statunitense (Henderson, n. 1838 - Saint Paul, † 1900)
- Danny K. Davis, politico statunitense (Parkdale, n. 1941)
- David Davis, politico britannico (York, n. 1948)
- Don Davis, politico statunitense (Snow Hill, n. 1971)
- Gray Davis, politico e avvocato statunitense (New York, n. 1942)
- Jefferson Davis, politico e militare statunitense (Fairview, n. 1808 - New Orleans, † 1889)
- John W. Davis, politico statunitense (Clarksburg, n. 1873 - Charleston, † 1955)
- Kelvin Davis, politico neozelandese (Kawakawa, n. 1967)
- Mendel Jackson Davis, politico statunitense (North Charleston, n. 1942 - Charleston, † 2007)
- Philip Davis, politico e avvocato bahamense (Exuma, n. 1951)
- Reuben Davis, politico statunitense (Winchester, n. 1813 - Huntsville, † 1890)
- Rodney Davis, politico statunitense (Des Moines, n. 1970)
- Westmoreland Davis, politico statunitense (Oceano Atlantico, n. 1859 - Baltimora, † 1942)

## Produttori discografici(2)
- Clive Davis, produttore discografico statunitense (Brooklyn, n. 1932)
- DJ Shadow, produttore discografico, beatmaker e disc jockey statunitense (Hayward, n. 1972)

## Pugili(2)
- Gervonta Davis, pugile statunitense (Baltimora, n. 1994)
- Yawe Davis, pugile italiano (Kampala, n. 1962 - Genova, † 2024)

## Rapper(6)
- MadeinTYO, rapper e compositore statunitense (Honolulu, n. 1992)
- B-Tight, rapper tedesco (Palm Springs, n. 1979)
- Doug E. Fresh, rapper, beatboxer e produttore discografico statunitense (Christ Church, n. 1966)
- Jeru the Damaja, rapper statunitense (New York, n. 1972)
- Q-Tip, rapper, disc jockey e produttore discografico statunitense (New York, n. 1970)
- Tray Deee, rapper statunitense (Natchez, n. 1966)

## Registe(2)
- Julie Davis, regista, sceneggiatrice e attrice statunitense (n. 1969)
- Tamra Davis, regista statunitense (Los Angeles, n. 1962)

## Registi(8)
- Andrew Davis, regista statunitense (Chicago, n. 1946)
- Desmond Davis, regista britannico (Wandsworth, n. 1926 - † 2021)
- Garth Davis, regista australiano (Brisbane, n. 1974)
- John A. Davis, regista, sceneggiatore e illustratore statunitense (Dallas, n. 1961)
- Lee Davis, regista, sceneggiatore e attore statunitense
- Michael Davis, regista e sceneggiatore inglese (Birmingham, n. 1961)
- Ulysses Davis, regista e sceneggiatore statunitense (South Amboy, n. 1872 - Chicago, † 1924)
- Will S. Davis, regista, sceneggiatore e attore statunitense (n. 1882 - † 1920)

## Saggisti(1)
- Roy Eugene Davis, saggista statunitense (Leavittsburg, n. 1931 - Lakemont, † 2019)

## Sassofonisti(1)
- Eddie Davis, sassofonista statunitense (New York, n. 1922 - Culver City, † 1986)

## Sceneggiatori(1)
- Jeff Davis, sceneggiatore e produttore televisivo statunitense (Milford, n. 1975)

## Scenografi(1)
- George W. Davis, scenografo statunitense (Kokomo, n. 1914 - Los Angeles, † 1998)

## Schermidori(2)
- James-Andrew Davis, schermidore britannico (Londra, n. 1991)
- Martin Davis, schermidore statunitense (St. Louis, n. 1937 - Zelanda, † 2022)

## Schermitrici(1)
- Gladys Davis, schermitrice britannica (Chiswick, n. 1893 - Kingston upon Thames, † 1965)

## Scrittori(4)
- George Davis, scrittore inglese (Londra, n. 1906 - Berlino, † 1957)
- Norbert Davis, scrittore statunitense (Morrison, n. 1909 - Harwich, † 1949)
- Phil Davis, scrittore, attore e regista britannico (Londra, n. 1953)
- Thomas Davis, scrittore, poeta e giornalista irlandese (Mallow, n. 1814 - Dublino, † 1845)

## Scrittrici(5)
- Emilie Davis, scrittrice e stilista statunitense (n. 1839 - † 1889)
- Lindsey Davis, scrittrice inglese (Birmingham, n. 1949)
- Lydia Davis, scrittrice statunitense (Northampton, n. 1947)
- Mildred B. Davis, scrittrice statunitense (New York, n. 1930)
- Frances Louise Lockridge, scrittrice statunitense (Kansas City, n. 1896 - † 1963)

## Sensitivi(1)
- Andrew Jackson Davis, sensitivo statunitense (New York, n. 1826 - Boston, † 1910)

## Sociologi(1)
- Kingsley Davis, sociologo statunitense (contea di Jones, n. 1908 - Stanford, † 1997)

## Sollevatori(1)
- John Davis, sollevatore statunitense (Smithtown, n. 1921 - Albuquerque, † 1984)

## Storici(1)
- David Brion Davis, storico statunitense (Denver, n. 1927 - Guilford, † 2019)

## Tenniste(1)
- Lauren Davis, tennista statunitense (Gates Mills, n. 1993)

## Tennisti(3)
- Dwight Filley Davis, tennista e politico statunitense (Saint Louis, n. 1879 - Washington, † 1945)
- Martin Davis, ex tennista statunitense (San Jose, n. 1958)
- Scott Davis, ex tennista statunitense (Santa Monica, n. 1962)

## Triplisti(1)
- Walter Davis, triplista e lunghista statunitense (Lafayette, n. 1979)

## Velociste(1)
- Tamari Davis, velocista statunitense (Gainesville, n. 2003)

## Velocisti(2)
- Howard Davis, ex velocista giamaicano (n. 1967)
- Otis Davis, velocista statunitense (Tuscaloosa, n. 1932 - North Bergen, † 2024)

## Vescovi cattolici(1)
- Maxwell Leroy Davis, vescovo cattolico australiano (Townsville, n. 1945)

## Violiniste(1)
- Tania Davis, violinista australiana (Sydney, n. 1975)

## Wrestler(1)
- Amber O'Neal, wrestler statunitense (Ahoskie, n. 1974)

## Senza attività specificata(1)
- Nick Davis, effettista britannico